# Чешкова, Энгельсина Сергеевна
Энгельси́на Серге́евна Че́шкова (при рождении Энгельсина Ардановна Маркизова, 16 ноября 1928, Верхнеудинск, Бурят-Монгольская АССР, РСФСР, СССР — 11 мая 2004, Анталья, Турция) — советский историк-востоковед, специалист по Юго-Восточной Азии, кандидат исторических наук.
Отцом Энгельсины был нарком земледелия Бурят-Монгольской АССР Ардан Маркизов. В детстве получила большую известность после встречи 27 января 1936 года с Секретарём ЦК ВКП(б) Иосифом Сталиным, что было запечатлено на фотографиях, широко использовавшихся в советской пропаганде как символ благодарности «за счастливое детство».

## Биография

### Происхождение
Геля родилась в 1928 году в семье участника Гражданской войны, бурят-монгольского советского, партийного и государственного деятеля Ардана Ангадыковича Маркизова (1898—1938) и Доминики Фёдоровны Маркизовой. Семья проживала в Верхнеудинске (с 1934 — Улан-Удэ) в доме по улице Сталина. Отец с 1936 года был наркомом земледелия Бурят-Монгольской АССР и вторым секретарём Бурят-Монгольского обкома ВКП(б). Мать — дочь забайкальского казака Фёдора Пушкарёва, получившего золотые часы в качестве подарка от императора России Николая II, когда тот путешествовал по Сибири в 1896 году. У Энгельсины был старший брат Владлен (1926—1998), который родился в селе Баргузин.
Геля была названа в честь теоретика коммунизма Фридриха Энгельса, а её брат Владлен — в честь Владимира Ленина. В большом доме Ардановых была большая библиотека, а их дачный дом был расположен по соседству с дачей наркома финансов Бурят-Монгольской АССР Батожаргала Базарона, дети которого дружили с Гелей.

### Встреча со Сталиным

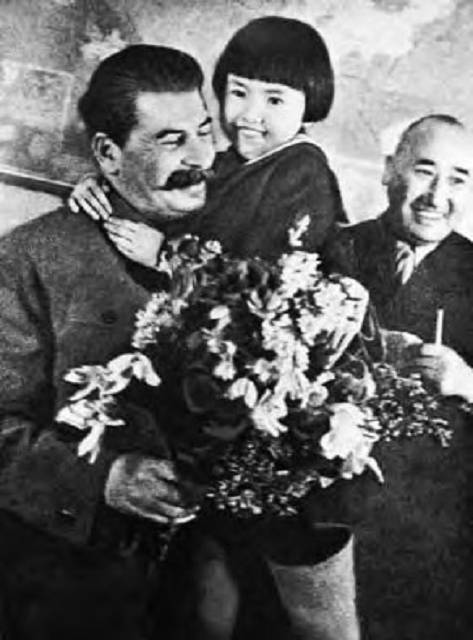
Геля Маркизова и Иосиф Сталин, 27 января 1936 г. (рядом Михей Ербанов) (фото Михаила Калашникова)

В начале 1936 года Геля находилась в Москве у матери — Доминика Федоровна тогда была студенткой Московского медицинского института. В это время руководство СССР принимало делегации союзных республик. В январе 1936 года отец Гели был одним из руководителей делегации от Бурят-Монгольской АССР, прибывшей в Москву на общесоюзный слёт колхозников (по другой версии — на приём в честь трудящихся БМАССР). Энгельсина в 2003 году рассказывала: «Папа как-то пришёл домой и сказал, что они пойдут на приём к Сталину. <…> я сказала, что я тоже хочу, чтобы папа меня взял к Сталину. Папа сопротивлялся и сказал: „Ты не член делегации“ и „Кто тебя туда пустит“. <…> мама настояла на этом. Она сказала: „Почему бы тебе не взять её“. <…> Мама купила очень хороших два букета». Так, 27 января вместе с отцом и матерью девочка присутствовала на встрече с руководством ВКП(б) и СССР в Кремле. Из высшего руководства страны на встрече, кроме Сталина, в частности, были председатель Президиума ЦИК СССР Михаил Калинин, председатель СНК СССР Вячеслав Молотов, нарком обороны СССР Климент Ворошилов и главный редактор газеты «Известия» Борис Таль. Спутником семьи Маркизовых был также инициатор и организатор поездки бурят-монгольской делегации первый секретарь Бурят-Монгольского обкома и член Центральной ревизионной комиссии ВКП(б) Михей Ербанов. В составе делегации были доярки, чабаны, заведующие животноводческими фермами, председатели колхозов, директора совхозов, представители культуры и искусства, партийно-советские работники (всего 67 человек). Среди них председатель СНК БМАССР Дажуп Доржиев, писатель Хоца Намсараев, будущий народный артист РСФСР Чойжинима Генинов, будущий заслуженный деятель искусств РСФСР Цыренжап Сампилов, будущий Герой Советского Союза Илья Балдынов и др.
Большинство членов делегации было награждено орденами СССР. Высший орден СССР — Орден Ленина — получили Ербанов и Доржиев, а также доярка колхоза «Заветы Ильича» Агафья Григорьевна Мясникова; Орден Трудового Красного Знамени — 15 человек, «Знак Почёта» — 32, «Красной Звезды» — 1.
Российский общественный деятель Людмила Алексеева в своих мемуарах вспоминает, что, по рассказам Энгельсины, её отец договорился, что она «в нужный момент преподнесёт цветы» Сталину и маршалу Клименту Ворошилову. Сама Энгельсина в интервью белорусскому режиссёру Анатолию Алаю в 2004 году рассказала об этом событии так: «Нарядили меня очень красиво — мама купила мне новую матроску и дала туфельки, которые папа, конечно, забыл мне сменить. Я потом так и стояла в президиуме в валенках. Когда мы подошли к Кремлю, папа очень волновался, но часовой сказал, что детей без пропуска пускают. Мы зашли в зал, все расселись за столики. И тут начались выступления колхозников. Эти бесконечные речи продолжались очень долго. Мне было страшно скучно». Выступавшие члены делегации — передовики, писатели, военные БМАССР — на бурятском языке говорили о достижениях в сельскохозяйственном производстве, слова благодарности руководителям ВКП(б) и правительству СССР. Геля сидела на первых рядах у президиума.
С речью на приёме выступил Ербанов: «История бурят-монгольского народа полна кошмарных страниц. Мы имеем много фактов, когда бурят-монголы посылали своих представителей к царским чиновникам, генералам и к самому царю, ища правды и защиты. На это собирались большие народные деньги, писались челобитные. Но все эти челобитные оставались без ответа…». Энгельсина позже вспоминала: «Я терпела-терпела, а потом встала и пошла…». Это произошло во время выступления колхозницы Аржутовой. На вопрос встретившегося на пути девочки наркома земледелия СССР Якова Яковлева «Ты куда идёшь?» (по другой версии, этот вопрос задал ей секретарь ЦК ВКП(б) Андрей Андреев) Геля ответила: «К Сталину!» — и сказала, что ей нужно вручить ему цветы (по мнению писателя Еремея Парнова, это были пионы), на что получила ответ: «Ну иди, иди…».
По словам Энгельсины, Сталин сидел к ней спиной, но сидевший рядом Яковлев (по версии Алексеевой, это был член Политбюро ЦК ВКП(б) Климент Ворошилов) похлопал его по плечу и сказал: «К тебе пришли». Сталин обернулся, сказал: «Привет», взял оба букета цветов (один из которых Геля предполагала вручить Ворошилову) и поставил девочку на стол президиума. «Девочка хочет сказать речь», — объявил Ворошилов, на что Геля «выпалила»: «Это вам привет от детей Бурят-Монголии». В ответ на просьбы наблюдавших за сценой гостей: «Поцелуй его, поцелуй», — девочка поцеловала Сталина, на что присутствующие разразились аплодисментами. Этот момент был запечатлён множеством присутствовавших фотографов и кинохроникёров. Энгельсина вспоминала: «Помню ощущение счастья от того, что оказалась на руках у Сталина». В интервью в 1995 году она сказала: «У меня не было ощущения, что… вот я вижу какого-то совершенно небожителя, великого человека. Просто… но какое-то счастье у меня присутствовало. Я чувствовала, что делаю что-то необыкновенное».
После приёма в Кремле делегатам вручили подарки от Советского правительства, а колхозам, представленным на приёме, дали по грузовому автомобилю. Делегаты преподнесли руководителям партии и правительства национальные халаты, костюмы, ножи и трубки. Людмила Алексеева, пообщавшись с Энгельсиной, писала: «Геля гордо сидела на сцене. Услышав слово „подарок“, она громко спросила: „А мне будет подарок?“ — что заставило всех притихнуть» (в интервью Алаю Чешкова говорила, что вопрос о подарке она задала своему отцу). Через некоторое время из президиума «начали кричать»: «Геля! Геля! Подойди сюда!». Геля подошла к президиуму; у Молотова в руках была красная коробочка. Сталин спросил у девочки: «Что ты хочешь получить в подарок — часы или патефон?». Геля попросила и часы, и патефон. Сталин взял коробочку у Молотова («Дай я сам») и открыл её. Внутри были золотые часы с золотым браслетом. Сталин поинтересовался у Гели, нравятся ли они ей, на что девочка ответила утвердительно. «Ну, а патефон ты не донесёшь», — произнёс Сталин. «Я позову папу», — ответила Геля. На этой встрече Ардан Маркизов уже получил в подарок один патефон. Теперь он снова поднялся на сцену за другим патефоном с набором пластинок. На часах было выгравировано: «От вождя партии И. В. Сталина Геле Маркизовой. 27.1.36 г.»; и на металлической пластинке, прикреплённой к патефону: «Геле Маркизовой от вождя партии И. В. Сталина. 27.1.36 г.» (все эти вещи ещё до распада СССР стали экспонатами Музея Революции, где Энгельсине обещали создать стенд, посвящённый её отцу). Кроме того, Сталин вручил Геле памятную медаль с надписью «От Вождя партии Сталина Геле Маркизовой». Данное событие было запечатлено в кинохронике («1936 г. Приём делегатов Бурят-Монгольской делегации в Кремле»).

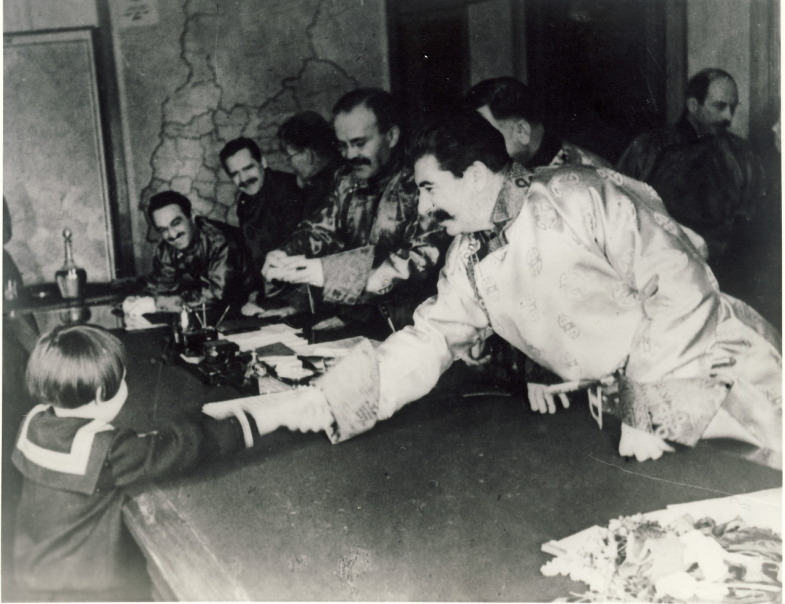
Иосиф Сталин и Вячеслав Молотов дарят Геле подарки

На следующий день (по другой версии, 30 января) газеты, среди которых газета «Бакинский рабочий», опубликовали фотопортрет Гели со Сталиным, сделанный «официальным фотографом Кремля» Михаилом Калашниковым, с надписью «Спасибо товарищу Сталину за наше счастливое детство!». В течение всего дня Геля ходила по гостинице с газетой в руках и, показывая её каждому, кто ей встретится на пути, повторяла: «Смотрите, это я». Ставшей знаменитой девочке приносили подарки, и комната гостиницы, в которой остановилась семья Маркизовых, по воспоминаниям самой Энгельсины, «была просто заставлена игрушками…». Через несколько дней, 1 февраля 1936 года, отец Гели был награждён орденом Трудового Красного Знамени «за перевыполнение государственного плана по животноводству и за успехи в области хозяйственного и культурного строительства».
Энгельсина вспоминала, что её «возвращение в Улан-Удэ было триумфальным — встречали меня, как впоследствии космонавтов. Приглашали во все президиумы. Я была очень популярной в течение полутора лет…» Геля стала кумиром советских школьников. В то время сильно возросла продажа матросок, а стрижка «под Гелю» стала популярной среди советских детей.

### Гибель родителей
В ноябре 1937 года, когда Геле было полных 8 лет, её отец — член ЦИК СССР, нарком земледелия Бурят-Монгольской АССР, второй секретарь Бурят-Монгольского обкома ВКП(б) — был арестован по обвинению в участии в контрреволюционной панмонгольской организации и проведении контрреволюционной шпионско-диверсионной работы. Одним из поводов к арестам Маркизова и других руководителей БМАССР стал мор скота, прокатившийся в летний сезон 1937 года на сельхозугодьях республики. Тогда пало 40 тысяч голов молодняка.

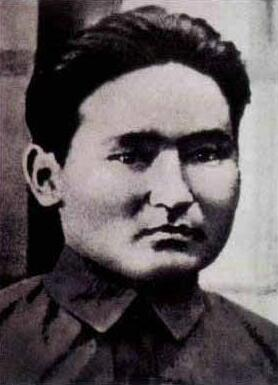
Отец Гели — Ардан Маркизов

В секретном Спецсообщении от 15 ноября 1937 года наркома внутренних дел СССР Николая Ежова Секретарю ЦК ВКП(б) И. В. Сталину (с приложением копии телеграммы наркома внутренних дел БМАССР Василия Ткачёва) Ежов просит дать санкцию на арест Д. Д. Доржиева (председатель СНК БМАССР), И. Д. Дампилона (председатель БурЦИКа) и Маркизова. В телеграмме Ткачёва на имя Ежова, в частности, утверждалось, что по Бурятии «вскрывается контрреволюционная подпольная панмонгольская шпионско-повстанческая организация». Согласно телеграмме, по делу было арестовано 142 человека, в том числе: «наркомов — 5, секретарей райкома ВКП(б) — 7, председателей районных исполкомов — 5, сотрудников НКВД — 3, работников республиканской организации — 54, кулаков и лам — 68». По показаниям арестованных, в панмонгольскую организацию кроме Ардана Маркизова входили Михей Ербанов, Дажуп Доржиев, Иролто Дампилон, а также научные работники в Ленинграде, среди которых также был член-корреспондент Академии наук СССР Цыбен Жамцарано. В телеграмме утверждалось, что «организация охватила все основные участки народного хозяйства Бурятии, создав в ряде районов повстанческо-диверсионные филиалы. Ряд участников организации был связан с японской разведкой. <…> Аресты продолжаю. Проходящие по показаниям как активные участники центра и организации Доржиев <…>, Дампилон <…> и Маркизов <…> давно исключены из партии, сняты с работы, все они члены ЦИК СССР. Прошу в целях разворота следствия телеграфно санкционировать их арест».
В постановлении о предъявлении обвинения и избрании меры пресечения от 17 ноября 1937 года, подготовленном оперуполномоченным НКВД БМАССР младшим лейтенантом госбезопасности Бюраевым, в частности, значится, что Маркизов А. А. «достаточно изобличается» в том, что «является участником контрреволюционной панмонгольской организации и проводил контрреволюционную шпионско-диверсионную работу». Данным постановлением Маркизов был привлечён в качестве обвиняемого по ст. 58-1 «а», 58-9, 58-11 УК РСФСР. «Мерой пресечения способов уклонения от следствия и суда» было избрано «содержание под стражей в Улан-Удэнской тюрьме» (см. фото фрагмента постановления).
В обвинительном заключении органов НКВД СССР, с которыми впоследствии познакомилась Энгельсина Сергеевна, значилось:

«В октябре—ноябре 1937 года на территории Бурято-Монгольской АССР ликвидирована буржуазно-националистическая, антисоветская, панмонгольская организация, проводившая по заданию японской разведки повстанческую, диверсионную деятельность… Одним из руководителей данной организации являлся Маркизов… Под руководством Маркизова большое вредительство было проведено в зоотехническом строительстве, в результате которого скот подвергался простудным заболеваниям и падежу. Отход молодняка составил 40 000 голов…».

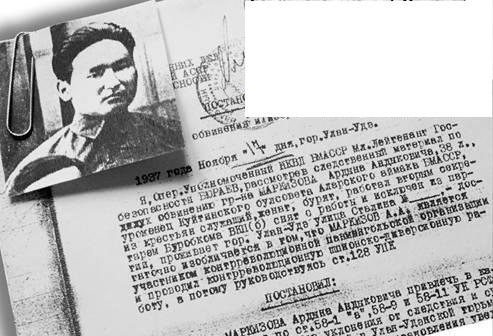
Фрагмент постановления о предъявлении обвинения и избрании меры пресечения в отношении Ардана Маркизова (из архива ФСБ России)

По сообщению внучки Энгельсины искусствоведа Дарьи Андреевой, её прадеда «… арестовали по обвинению в организации антисоветского панмонгольского заговора, целью которого был срыв посевной и использование колхозных лошадей для организации сабельных рейдов в тылы Красной армии». Последний раз Геля увидела отца на улице в январе 1938 года около республиканского здания НКВД, недалеко от которого находился дом Маркизовых.
Верившая в то, что её отец «никакой не японский шпион, не враг народа», Геля под диктовку матери написала письмо Сталину. В этом письме, к которому она приложила фотографии с памятного приёма, Геля писала, что её отец — «пламенный большевик, преданный партии и лично товарищу Сталину, он воевал в Гражданскую войну и помогал организовать Бурят-Монгольскую республику». Ответа не последовало. Ардан Маркизов был признан виновным и получил расстрельный приговор, который 14 июня 1938 года был приведён в исполнение.
Мать Гели вскоре была арестована, заключена в тюрьму и через год была сослана с дочерью и сыном в город Туркестан Южно-Казахстанской области Казахской ССР (по другой версии — в Туркменскую ССР). Подаренные Сталиным патефон и часы Геля всегда возила с собой. В 1995 году Энгельсина утверждала: «Моя судьба мало кого интересовала. Выезд в ссылку с мамой — это было какое-то спасение». В ссылке Доминика каждую неделю отмечалась в органах НКВД, где она пыталась запрашивать информацию о судьбе мужа. По словам Энгельсины, её матери отвечали, что Ардан Маркизов был «арестован на 10 лет без права переписки».
В ссылке Доминика Маркизова работала в городской больнице детским врачом. Спустя два года после их переезда мать Гели, которой тогда было 32 года, была найдена мёртвой на одном из ночных дежурств; её тело на одном из обходов нашли медсёстры больницы. По одной из версий, она покончила жизнь самоубийством — отравилась каким-то ядом. По другой версии, которой, в частности, придерживается сотрудница общества «Мемориал» М. Волкова, мать Гели была «убита при загадочных обстоятельствах, власти это преступление даже не расследовали». В будущем Энгельсине, по её словам, удалось получить из архивов ФСБ России дело матери, просматривая которое она нашла в одном из документов (это был запрос «начальника НКВД Туркестана» на имя народного комиссара внутренних дел СССР Лаврентия Берии) такой текст: «Здесь находится ссыльная Маркизова, которая хранит подарки от Сталина и пять портретов её дочери с вождём. Что делать?». Сбоку послания был сделан синим карандашом ответ в одно слово: «Устранить», что Энгельсина приняла как окончательное подтверждение того, что её мать не покончила с собой: «Мне стало ясно, что она не покончила с собой — она просто была устранена, убита. С перерезанным горлом её нашли в больнице». В одном из своих интервью, опубликованном в 2003 году в правительственной «Российской газете», писатель Анатолий Приставкин сообщает сведения, противоречащие словам Энгельсины, которые она сообщила режиссёру Алаю. На вопрос корреспондента Ядвиги Юферовой: «Говорят, вы успели записать историю жизни Гели Маркизовой…» Приставкин, говоря о судьбе Доминики Маркизовой, сообщил, что её «отравили». В интервью 2015 года внучка Доминики Маркизовой — российский психолог Лола Комарова — об обстоятельствах смерти бабушки сообщила следующее: «Бабушка там работала детским врачом; и там умер какой-то ребёнок, и уже её коллеги как бы стали её обвинять в этом. И, видимо, она не выдержала и покончила с собой».

### Школа и университет
После смерти матери Геля вместе с братом поехала в Москву (примерно в 1941 году, когда Геле было ок. 13 лет), так как в своё время Доминика дала ей наказ: «Если со мной что-нибудь случится, забирай братика и поезжай в Москву — к тёте». Согласно утверждению российского педагога Евгения Ямбурга, «Геля, оставшись сиротой, долго жила в нищете и безвестности». По мнению публициста Сергея Цыркуна, Геля «попала в спецприёмник НКВД для детей врагов народа».
Как утверждает дочь Энгельсины Лола Комарова, в то время тётя, которая была лишь на 12 лет старше Гели, жила в Москве со своим мужем Сергеем Дорбеевым. По утверждению Комаровой, удочеривший Гелю Сергей Дорбеев был сотрудником аппарата НКВД СССР «на какой-то мелкой должности, вроде завхоза» и уволился «ради Гели». Супруги удочерили Гелю и дали ей свою фамилию (Дорбеева) и новое отчество (Сергеевна). С новыми фамилией и отчеством Геля пошла в школу, расположенную во дворе своего нового дома. В школе учителя и ученики знали о том, что именно эта девочка запечатлена на плакатах со Сталиным. Энгельсина позже рассказывала: «И первое, что я увидела на лестнице, — это огромный портрет девочки со Сталиным. Скорее всего тётя нечаянно проговорилась директору, что это я. Началось настоящее паломничество детей — все хотели на меня посмотреть». Между тем, Лола Комарова придерживалась несколько иной версии: «Может, мама и сама тогда проболталась. Она по натуре своей не была скрытным человеком». Писатель Анатолий Приставкин в 2003 году, рассказывая о своей беседе с Энгельсиной, однако, выдал совершенно другую историю: «Она мне рассказывала, как сидела в школе под типовым портретом и боялась, что её узнают и с ней тоже расправятся». Сама же Энгельсина вспоминала: «После гибели мамы моя жизнь была совершенно незаметной. Я была абсолютно отлучена от этого портрета. Никому не нужно было говорить, что это я. Потому что никто бы и не поверил. Я практически забыла об этом эпизоде и жила как обыкновенный советский человек…».
Вскоре Энгельсина Дорбеева переселилась в Йошкар-Олу, где жила её двоюродная сестра Гета (Церима). В это время йошкар-олинский стадион «Спартак» был украшен огромным плакатом, в котором были изображены Геля и Сталин. В 1947 году она поступила в Марийский государственный педагогический институт. В Йошкар-Оле Энгельсина Дорбеева входила в компанию молодёжи, среди которых был Юрий Николаевич Башнин, впоследствии — доцент кафедры литературы Карельского педагогического института, кандидат филологических наук. Юрий Башнин вспоминал: «Я познакомился с Гелей в 1947 году в Марийском государственном пединституте, куда мы почти одновременно поступили, только на разные факультеты. Я, мой друг Виталий, Энгельсина, её двоюродная сестра Гета (Церима) и ещё несколько парней и девушек составили прекрасную компанию, где установились тёплые и доверительные отношения». Друг Башнина — Виталий Бондаревский (впоследствии учёный-историк) — был влюблён в Энгельсину, но она на его предложение ответила отказом. В 1948 году Энгельсина Дорбеева поступила на исторический факультет МГУ (отделение «Востоковедение»), где училась вместе с дочерью Сталина Светланой. Энгельсина вспоминала про это так: «Мы учились на одном факультете. Я знала, что она — дочь Сталина. А она знала, что я — та девочка, которая была на приёме у её отца. Но сблизиться мы с ней не пытались. Если наши отцы — враги, как же мы можем с ней общаться…».
По словам сына Энгельсины, когда умер Сталин, «мать плакала». По словам самой же Энгельсины: «Все плакали. У меня была восьмимесячная дочь, и я сожалела, я думала — вот умер Сталин, — и она его никогда не увидит».

### Взрослая жизнь
После окончания университета Энгельсина Дорбеева была в дружеских отношениях с будущей деятельницей диссидентского движения в СССР Людмилой Алексеевой, обучавшейся на историческом факультете МГУ с 1945 года. У них была общая подруга — Лида Фурсова, с которой Энгельсина дружила, ещё будучи студенткой. Алексеева, описывая эту дружбу в мемуарах, опубликованных в 2006 году, вспоминала, как она, Фурсова и Энгельсина посещали ресторан «Прага»: «Расположенная в начале Арбата, в десяти минутах ходьбы от Ленинской библиотеки, она стала нашим любимым местом. Мы частенько заходили сюда днём. Заказывали салат, кофе с тортом и часа два разговаривали о своих делах и поклонниках, не забывая в то же время флиртовать с официантом. <…> Забавно было наблюдать, с каким нескрываемым интересом посматривают посетители на изящную темноглазую Гелю. Она была из тех красавиц, чьё присутствие в ресторане заставляет и мужчин, и женщин нечаянно ронять вилки».
По информации, сообщённой писателем и востоковедом Киром Булычёвым, после университета Энгельсина работала в школе. В дальнейшем она также преподавала русский язык в университете, работала в МИД СССР, Институте востоковедения АН СССР и Библиотеке им. В. И. Ленина.
Вскоре Энгельсина Дорбеева вышла замуж за Эрика Наумовича Комарова (1927-2013), востоковеда-индолога, в 1959—1961 годах занимавшего должность советского культурного атташе в Индии. Свекровью Энгельсины Сергеевны стала советский архитектор Лидия Комарова. Вместе с мужем Энгельсина работала в Индии, оказывалась в компании с премьер-министром Джавахарлалом Неру, а также посещавшими Индию первым секретарём ЦК КПСС Никитой Хрущёвым и министром культуры СССР Екатериной Фурцевой, фотографии с которыми были опубликованы во множестве газет. От брака с Комаровым у неё в 1952 году родилась дочь — Лола Эриковна Комарова, впоследствии российский учёный-психолог. В 1989 году Энгельсина стала бабушкой — её дочь Лола родила сына, Арсения Лопухина.
В 1960-х годах Энгельсина вышла замуж во второй раз — за учёного-востоковеда Марата Чешкова, с которым прожила вплоть до её смерти. От этого брака родился сын Алексей. Живя в Москве с мужем, сыном и другими родственниками, работала в Институте востоковедения. Кандидат исторических наук (1974, диссертация «Вьетнамо-камбоджийские отношения в первой половине XIX в.»).
Своей подруге Людмиле Алексеевой она обещала рассказать всю свою историю, о чём Алексеева напомнила ей в 1976 году, когда готовился выпуск самиздатского журнала «Память». Но тогда Энгельсина Сергеевна отказалась («Ещё не время»).
В годы перестройки историей Гели Маркизовой интересовался немецкий журналист. В июле 1988 года Энгельсина дала интервью корреспонденту газеты «Труд».
В 1995 году в интервью, данном при съёмках документального фильма «Энгельсина, дочь наркома», она рассказывала, как ознакомилась с уголовным делом отца: «Как ни странно, мне очень быстро дали это дело. Это большая папка — 800 страниц. Постановление об аресте, допросы… Меня поразило, что всё было составлено очень грамотно, без единой орфографической ошибки, абсолютно… Но отец — бурят. Он, конечно, был образованным человеком, но не настолько, чтобы писать абсолютно грамотно. И впоследствии я узнала, что эти все признания были написаны одним следователем, который был прислан… И приговор о том, что он признан виновным…».
О судьбе Гели Маркизовой также планировал снять документальный фильм («Сталин и Геля») белорусский кинодокументалист Анатолий Алай, который в 2004 году встретился с Чешковой и записал 10-минутное интервью (в другом месте Алай сообщает о 40-минутном интервью). Была договорённость о съёмках документального фильма. В интервью «Комсомольской правде в Беларуси» режиссёр сообщает: «Мы договорились, что она отдохнёт, подлечится, тогда и будем снимать по-серьёзному». По словам Алая: «Она очень хотела выглядеть на телеэкранах ещё краше и поехала в Турцию подзагореть. Её нашли на шезлонге без движения». 11 мая 2004 года Энгельсина Сергеевна скончалась от сердечного приступа на отдыхе в Анталии, куда она поехала с сыном. Фильм «Сталин и Геля» был доснят уже после смерти Энгельсины Сергеевны. Фильм создавался из спонтанно снятых 40 минут и старых кадров 1950-х годов, которые Алай разыскал в архивах.

## Семья
Брат — Владлен Арданович Маркизов — во время Великой Отечественной войны стал артиллеристом, участвовал в разгроме Квантунской армии в 1945 году. До 1953 года служил в армии на Дальнем Востоке; демобилизовался в звании капитана. После этого поступил в Московский институт механизации и электрификации сельского хозяйства (окончил в 1959); участвовал в освоении целинных земель в Казахстане, был начальником проектного отдела «Агропрома» в Улан-Удэ. В 1985 году был награждён Орденом Отечественной войны II степени. Умер в 1998 году.
Энгельсина Сергеевна была супругой советского востоковеда-индолога Эрика Комарова и приходилась невесткой советскому архитектору Лидии Комаровой; затем вышла замуж за советского востоковеда Марата Чешкова. Её дочь от первого брака — Лола Комарова — является российским психологом.

## Образ Гели Маркизовой в советской пропаганде

Скульптура в городе Гурджаани (Грузия)

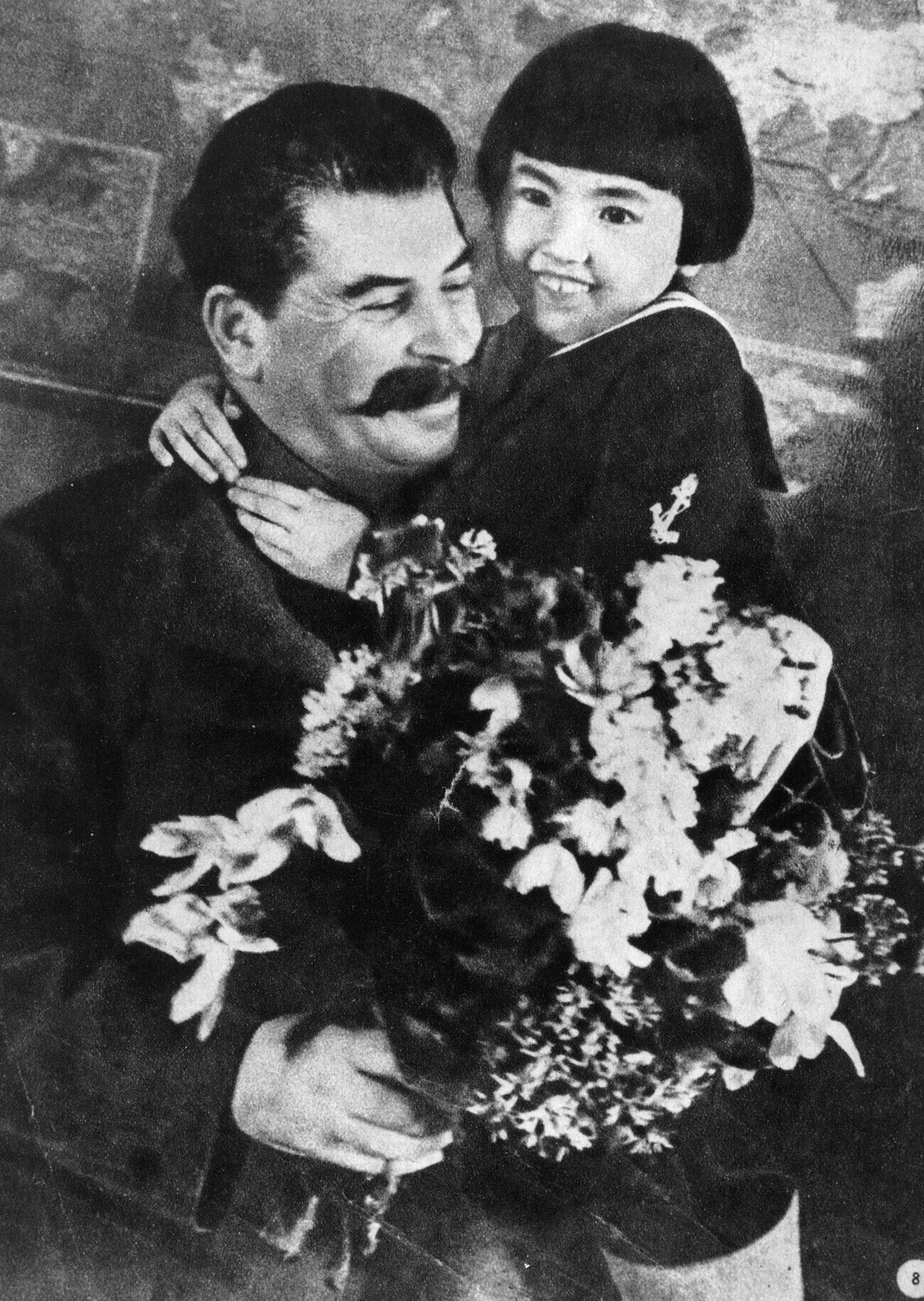
Пропагандистский вариант фотографии «Друг детей» («Вождь с девочкой на руках») (М. Н. Ербанов отретуширован)

Сюжет фотографии Гели Маркизовой со Сталиным широко использовался в советской пропаганде с конца 1930-х и до 1950-х годов. Как утверждает Анатолий Алай, главный редактор газеты «Правда» Лев Мехлис заметил: «Сам Бог послал нам эту буряточку! Мы сделаем её живым символом счастливого детства». Если на фотографии, опубликованной в газете «Правда» 30 января 1936 года, ещё присутствовал Михей Ербанов, то на фотографии, вновь опубликованной через несколько месяцев, 1 мая 1936 года, в «Известиях», его изображение было заретушировано. Фотография была также опубликована в газете «Правда» 29 июня 1936 года.
Портреты Гели со Сталиным появлялись на детских праздниках, висели в пионерских лагерях, школах, детских домах, детских садах, дворцах пионеров, иных детских учреждениях (в частности, у входа в Центральный детский театр в Москве), часто публиковались на страницах газет и журналов. Кроме этого, фотография стала основой для плакатов, открыток, а также использовалась в оформлении грамот и коробок конфет кондитерской фабрики «Красный Октябрь». В 1936 году советский скульптор Георгий Лавров создал пятиметровую скульптуру «Спасибо товарищу Сталину за наше счастливое детство!» (известна также под названием «Сталин и Геля»), установленную в московском метрополитене в 1944 году на станции «Сталинская». По утверждению Алая, вдова скульптора рассказывала ему, что, как только скульптура была готова, было изготовлено три миллиона копий, которые были установлены на школьных дворах, в парках, скверах и иных учреждениях страны. Автором другого варианта скульптуры, в котором был использован сюжет фотографии, был скульптор Пётр Яцыно. Скульптуру Сталина с Гелей из гипса, в частности, изготавливала Калужская скульптурная фабрика, начавшая работать 1 июня 1938 года.

Геля Маркизова и Сталин в газете «Известия», 1 мая 1936 года

После осуждения отца Гели образовалась ситуация, недопустимая с точки зрения дальнейшего использования образа Гели в пропагандистских целях, — получилось, что на скульптурах Лаврова, воспевающих счастливое детство в СССР, вождь обнимает дочь «врага народа». Пропагандистскими органами было принято решение поменять имя Гели в надписях на постаментах к скульптурам Лаврова и на плакатах с её изображением на имя Мамлакат Наханговой — пионерки-участницы стахановского движения, которая в 1935 году была награждена орденом Ленина. Публицист Александр Фельдман пишет: «Например, <…> и в 30-е, и в 40-е годы ХХ-го столетия журнал „Советское фото“ нёс в массы культуру фотографического тем, что публиковал великих портретов вождя… <…> Там есть, например, такой шедевр фотожурналистики, как карточка „Сталин и Мамлакат“. Что с того, что девочка вовсе была и не Мамлакат, а Геля Маркизова». Как и Энгельсина, Малмакат в декабре 1935 года получила широкую известность в СССР благодаря фотографии, где она запечатлена со Сталиным во время встречи в числе передовых колхозников южных республик СССР. Как утверждает Алай, вдова Лаврова Валентина рассказывала, что «Мамлакат даже приводили в мастерскую к её мужу». Как отметила дочь Энгельсины Лола: «И у матери, и у Мамлакат был монгольский разрез глаз. А то, что Мамлакат к этому времени было уже 13 лет, — тоже не беда. Можно сказать, что со Сталиным Нахангову сфотографировали в раннем детстве». По словам Дарьи Андреевой, «Гелю вымарывали из всех изображений, а на тех, где её сложно было стереть, переименовывали в Мамлакат Нахангову». Как утверждается в статье А. Гнединской, беседовавшей с Алаем, после интервью Алаю (2004) Энгельсина Сергеевна позвонила Мамлакат Наханговой, «чтобы расставить все точки над „i“. Но разговора не получилось». Как утверждает журналист Анастасия Гнединская, Нахангова «общаться не захотела».

Скульптура в Мемориальном музее И. В. Сталина в Иркутске

Плакаты с изображением Гели со Сталиным продолжали печататься и расходиться по всему СССР и после ареста отца Гели. В 1947 году художник Николай Жуков создал плакат «Окружим сирот материнской лаской и любовью!», в оформлении которого была использована фотография Гели со Сталиным. Как пишет А. Шклярук: «В 1947 году Н. Жуковым был выполнен великолепный плакат, пропагандировавший усыновление семьями детей, потерявших родителей. На плакате художник изобразил свою жену и старшую дочь. Портрет И. Сталина с шестилетней Гелей Маркизовой на руках на стене комнаты напоминал всем об отеческом отношении вождя к детям».
Плакат был размещён на стене Центрального детского театра в Москве. В 1937 году большой плакат с Гелей и Сталиным был установлен на территории пионерского лагеря «Артек». В бывшем Мемориальном музее И. В. Сталина в Иркутске хранилась одна из копий скульптуры. Скульптура «Геля и Сталин», в частности, сохранилась на одной из улиц грузинского города Гурджаани.
По сюжету советского художественного фильма «Сибиряки» (режиссёр Лев Кулешов), созданного в 1940 году, главной героине — Вале, ученице 6-го класса (играет актриса Александра Харитонова) — снится сон, в котором Сталин на разведённом на территории Московского Кремля пионерском костре общается с приехавшими к нему детьми из сибирского села Новая Уда и поднимает на руки бурятскую девочку, дарящую ему цветы.
Стихотворение украинской писательницы Натальи Забилы «Про всех», упоминающая встречу Сталина с Гелей в Кремле, массово издавалась в издательствах «Молодь» (Киев, 1952, 45 000 экз.) и «Детгиз» (1951, 200 000 экз.; 1952, 100 000 экз.) в виде отдельных иллюстрированных книжек на русском (в переводе Елены Благининой) и украинском языках . При иллюстрировании книжек на обоих языках был использован сюжет фотографии Михаила Калашникова, где были запечатлены Сталин и Геля; при этом стихотворение на украинском языке упоминает имя Гели, а перевод на русский язык имя Гели не содержит.
Немецкий исследователь, научный сотрудник Института Макса Планка в Берлине Ян Плампер в 2011 году написал: «до начала Второй мировой войны широкое распространение получили изображения Сталина с маленькими девочками нерусского происхождения — такими, как Геля Маркизова из Бурят-Монголии или Мамлакат Нахангова из Таджикистана. В соответствии со своим образом отца Сталин „целовал детей <…>“. <…> Мало кто с таким успехом укреплял образ Сталина-отца, эксплуатировавшийся в рамках „мифа о великой семье“ советских народов, как несовершеннолетние девочки нерусской национальности, поскольку именно их отделяла от „отца“ максимальная дистанция: принадлежа к „слабому полу“ и будучи родом из „отсталых“ республик, они являлись идеальными антиподами Сталина».
По мнению публициста С. Цыркуна, «культ Сталина-отца символически довершался изображением вождя с ребёнком на руках, что по замыслу должно было вытеснить культ Богоматери с младенцем».

## Версии встречи Сталина с Гелей в послесталинской литературе
В публицистической литературе об истории встречи Сталина и Гели Маркизовой имеется информация, согласно которой Сталин якобы произнёс по-грузински, будто бы присутствовавшему на встрече Л. П. Берии: «მომაშორე ეგ ტილიანი!» (момашоре ег тилиани! — Убери эту вшивую!). Однако маловероятно, чтобы в то время живший в Тбилиси первый секретарь Закавказского крайкома ВКП(б) Берия 27 января 1936 года присутствовал в Москве (куда он переедет только в 1938 году); фото- и кинохроника встречи также не запечатлели присутствие Берии рядом со Сталиным. Автор публикации в журнале «Искусство кино» (2014) Сергей Цыркун вместо Берии говорит про «охранников-грузин»: «Поднимая эту девочку (бурятку Гелю Маркизову) на руки и позируя фотографам, Сталин сквозь зубы бросил своим охранникам-грузинам: „Момашоре ег тилиани“. Грузинский язык Геля не знала, лишь через много лет ей сказали, что фраза переводится „Уберите эту вшивую“».
Литературовед Юрий Борев в сборнике интеллигентского фольклора «Сталиниада» в зарисовке «Друг детей» пишет:

«Люди моего поколения с детства знали и любили фотопортрет вождя с черноволосой девочкой на руках. Вождь умилённо улыбается. Девочка восторженно сияет. Это бурятка Геля Маркизова.

Её родители, не зная, на кого оставить маленькую дочь, взяли её на приём к Сталину. Девочка подарила вождю цветы и оказалась у него на руках. Все детские учреждения страны украшали фотопортрет вождя с Гелей на руках и лозунг: „Спасибо товарищу Сталину за наше счастливое детство“.
Большое спасибо! От Гели особенно большое: ведь она вскоре осиротела, её отца — наркома земледелия Бурят-Монгольской АССР — арестовали, а вслед за ним и мать ушла в лагеря.

В тридцатых годах Сталин издал приказ о том, что уголовной ответственности, вплоть до расстрела, подлежат дети, начиная с 12 лет.

Тем не менее всё моё поколение с детства знало, что товарищ Сталин — лучший друг советских детей».

В повести А. С. Приставкина «Кукушата, или Жалобная песнь для успокоения сердца» встречается упоминание Гели Маркизовой: «Тут рядом, за воротами, вдоль стены, вместе с Климом Ворошиловым гуляет товарищ Сталин. Он-то в обиду нас не даст! Увидит, позовёт, посадит, как Гелю Маркизову, на колени, подарит коробку конфет…».
В очерке писателя Владимира Бараева история Гели Маркизовой представлена следующим образом: «Мать знаменитой девочки вместе с ней сослали в Среднюю Азию. 7-летняя Геля, придя домой, нашла её с перерезанным горлом. А картины Сталина с девочкой продолжали украшать города и сёла страны. Символ счастливого детства стал символом лицемерия эпохи. Сироту вырастили родичи Дырхеевы. Под этой фамилией она поступила в МГУ. Выйдя замуж за сокурсника, Энгельсина Ардановна Чешкова окончила истфак, защитила диссертацию, работала в вузах Москвы. У неё родились две дочери, которые сейчас живут в Лондоне и Нью-Йорке».

## Э. С. Чешкова как историк

### Работы Чешковой
Э. С. Чешкова специализировалась на истории Юго-Восточной Азии. Как специалист по Юго-Восточной Азии Чешкова, главным образом, изучала историю Камбоджи и, в частности, участвовала в написании статьи о Камбодже (раздел о просвещении) в 3-м издании Большой советской энциклопедии. Среди её работ также:
- Чешкова Э. С. Тезисы к докладу «Отношения Камбоджи с Южным Вьетнамом», конференция научных работников и аспирантов. — М.: Институт народов Азии АН СССР, 1965.
- Чешкова Э. С. Вьетнамо-Камбоджийские отношения в 1-й половине XIX в. — М.: Б. и., 1974.
- Чешкова Э. С. Становление советской историографии Камбоджи // Советская историография Юго-Восточной Азии. — М.: Наука, 1977. — С. 206—234.

### Чешкова о Сталине
В 1995 году в киноинтервью для Центральной студии документальных фильмов Энгельсина Чешкова высказала своё мнение о Сталине так: «Сталин был генералиссимус. Дети на Мавзолей бегали косяками с портретами… Ведь это постепенно приходило осознание того, что представляет собой Сталин и его тирания. Это же постепенно шло, потому что поначалу это же был восторг полнейший. Ну а вот сейчас эти ходят с плакатами… Они же боготворят Сталина, забывая, что многие миллионы были уничтожены просто…».

## Э. С. Чешкова в документально-публицистическом кино
- 1936, СССР. Кинохроника «1936 г. Приём делегатов Бурят-Монгольской делегации в Кремле»[14]. В музейном фонде Музея им. М. Н. Ербанова в Бурятском аграрном колледже в качестве экспоната числится кинофрагмент «Геля Маркизова»[57].
- 1995, Россия. «Энгельсина, дочь наркома». Режиссёр: О. Базилов. Оператор: В. Горбатский. Производство: РЦСДФ[58].
- 2001, США. «Величайшие злодеи мира в истории. И. Сталин». Производство Discovery Civilization.
- 2004, Россия, Беларусь. «Сталин и Геля». Режиссёр: А. И. Алай при участии А. Котелевского. Продолжительность фильма — 26 минут. Производство «Беларусьфильм»[59] и Федерального фонда социальной и экономической поддержки отечественной кинематографии[10][60][61] (Россия).